# Consolee Nishimwe
Consolee Nishimwe (née le 11 septembre 1979) est une autrice rwandaise, conférencière motivatrice, et survivante du génocide rwandais en 1994. Elle est aussi une activiste écologiste et fondatrice de l'organisation Green Fighters au Rwanda,,,,,.

## Biographie
Nishimwe est né le 11 septembre 1979 à Rubengera, Kibuye, au Rwanda. Sa mère, Marie Jeanne Mukamwiza, et son père, André Ngoga étaient tous deux instituteurs. Ils se sont rencontrés en 1972 et se sont mariés en août 1977. Nishimwe est l'aîné de cinq enfants. Elle parle anglais et kinyarwanda,.

### Génocide rwandais
Nishimwe avait 14 ans lorsque le génocide Rwandais a commencé en avril 1994. La famille s'est réfugiée dans une zone musulmane pour se protéger mais son père et sa tante ont été tués le 15 avril 1994. Une semaine plus tard, ses trois frères, Bon Fils Abimana, 16 mois, Pascal Muvara, 7 ans, et Philbert Nkusi, 9 ans, ont été assassinés. Ses grands-parents et ses oncles ont également été tués. Nishimwe a fui et s'est caché pendant trois mois, endurant la torture et d'autres épreuves, y compris des agressions sexuelles qui ont abouti à l'infection par le VIH. Sa mère, Marie Jeanne, et sa sœur, Jeanette Ingabire, ont survécu. À la fin du génocide, 90 % des Tutsis de leur ville avaient été tués,,.

### Activisme
En 2001, Nishimwe a déménagé aux États-Unis où elle est devenue une militante des droits de l'homme et une conférencière motivatrice. En 2012, elle a publié un mémoire, Tested To The Limit: A Genocide Survivor's Story of Pain, Resilience and Hope. En 2014, elle a pris la parole au symposium de l'université de Yale sur le 20e anniversaire du génocide Rwandais. En 2018, elle s'est adressée à l'Assemblée générale des Nations Unies,,,,,.

### Vie privée
Nishimwe vit maintenant à New York,,,.